# Kaylani Lei
Kaylani Lei (Szingapúr, 1980. augusztus 5.–) szingapúri származású pornószínésznő.

## Élete, pályafutása
Filippínó és kínai felmenőkkel rendelkezik. Szingapúrban született, de Massachusettsben nőtt fel, de még fiatal korában élt Ohioban, Maineben és egy éven át még Írországban is. 2005-ben akkori barátjával, a rögbijátékos Byron Kelleherrel Új-Zélandra költözött, 2006-ban viszont úgy döntött, hogy visszaköltözik az Egyesült Államokba és folytatta pornószínésznői karrierjét.
21 éves koráig nem nézett pornófilmet, viszont ekkor az akkori barátjával megnézett egyet, ami nagyon beindítótta őket. A felnőtt iparban táncosként kezdett el dolgozni Las Vegasban, olyan klubokban táncolt, mint az Olympic Garden. Nem sokkal ezután felfedezték és több pornóügynökség is megkereste, 2003 novemberében Wicked Pictures felkereste, hogy legyen az egyik filmük főszereplője miután egy másik pornószínésznő az utolsó pillanatban lemondta a szerepet, a stúdió annyira megvolt elégedve vele, hogy azonnal Wicked Girl lett. 2008. október 16-án Ron Jeremy oldalán Tampában megrendezett NightMoves Awards házigazdája volt. 2011-ben egy epizód erejéig egy japán üzletasszony szerepét játszotta el Cinemax TV rövid életű sorozatában a Chemistryben.
Felnőttfilmes karrierje mellett többször szerepelt a Playboy TV-ben, valamint a Howard Stern rádióműsorban. Több nonprofit szervezettel is együttműködött már, például az állatjótékonysági szervezetekkel, 2007. november 16-án például részt vett az első "Cuties for Canines" elnevezésű adománygyűjtő partin.

## Díjai
| Év   | Díj                           | Díjátadó                           | Forrás |
| ---- | ----------------------------- | ---------------------------------- | ------ |
| 2008 | Best Cumback                  | X-Rated Critics' Organization, USA | [ 18 ] |
| 2008 | Az év legjobb színésznője     | Nightmoves Award                   | [ 19 ] |
| 2008 | Az év legjobb színésznője     | Adult Entertainment Award          | [ 20 ] |
| 2010 | Legjobb csoportos szexjelenet | Adult Entertainment Award          | [ 21 ] |
| 2015 | Hall of Fame                  | Adult Video News Awards            | [ 22 ] |
| 2018 | Hall of Fame                  | Urban X Award                      | [ 23 ] |